# Zona industriale di Porto Torres
La zona industriale di Porto Torres, chiamata anche zona industriale di Sassari-Porto Torres o zona industriale della Marinella, è il complesso industriale sorto a Porto Torres intorno alla metà degli anni Sessanta.
La zona industriale occupa la parte occidentale del territorio della città di Porto Torres, che si trova a circa quindici chilometri a nord-ovest del capoluogo Sassari, cui è collegata dalla strada statale 131 Carlo Felice e da diverse altre strade minori. Dista inoltre una ventina di chilometri dall'aeroporto di Alghero-Fertilia. Amministrativamente è subordinata all'ente pubblico del Consorzio Industriale Provinciale di Sassari

## Storia

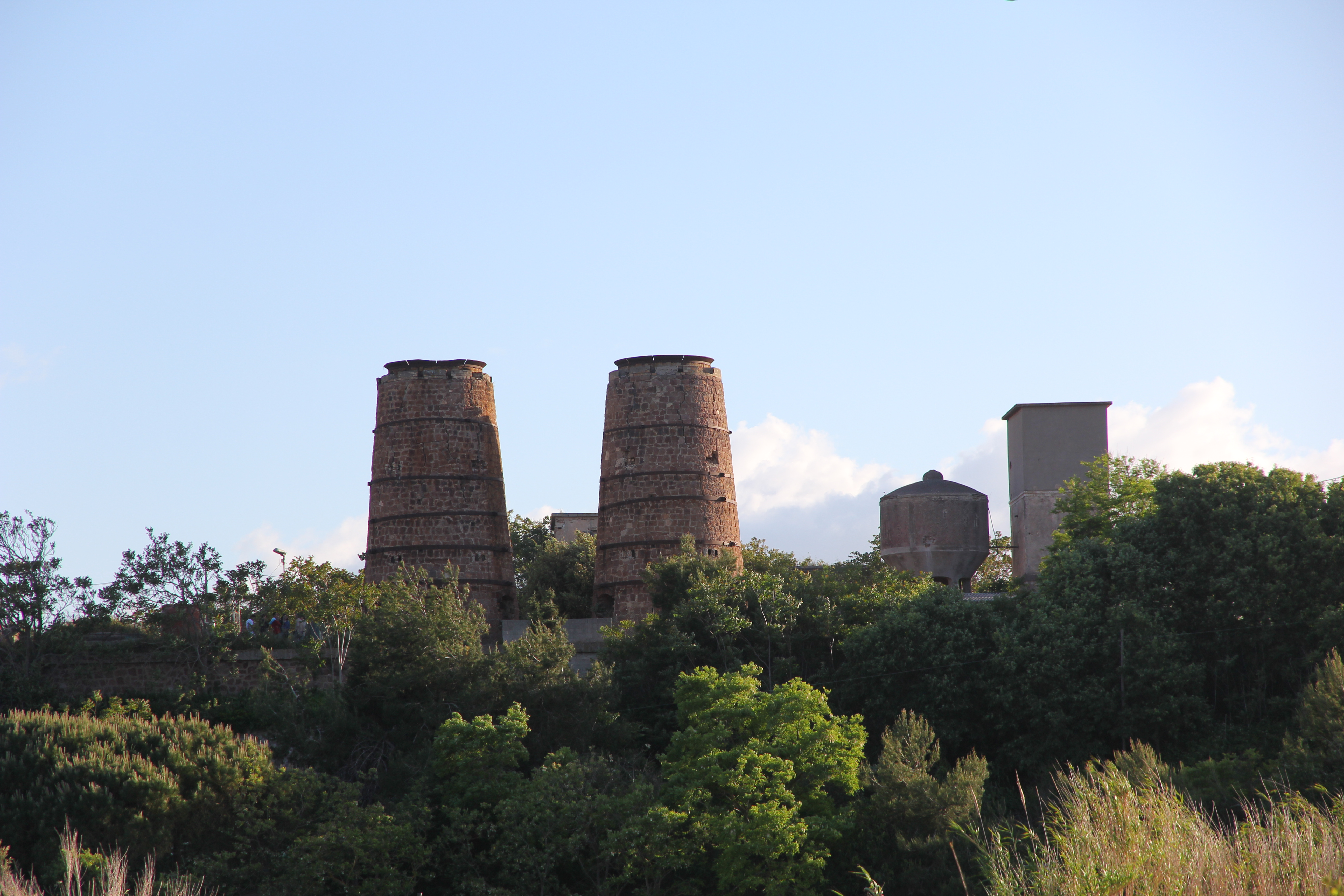
Le Vecchie fornaci della Ferromin

Nata in area ricadente nelle competenze della Cassa del Mezzogiorno, subì successivamente una notevole riduzione delle attività a causa della delocalizzazione e della deindustrializzazione, oltre che per le scelte dell'Eni e per il crescere della coscienza ambientalista. Ospitò uno dei più importanti complessi industriali del settore petrolchimico in Italia.
Sull'area dove sorge l'attuale zona industriale, alla metà del XX secolo l'unica attività presente era quella svolta dalla società siderurgia mineraria Ferromin (allora dell'IRI), che vi si era insediata con una sede distaccata della miniera di Canaglia; i minerali estratti venivano trasportati al porto industriale mediante una ferrovia a scartamento ridotto e imbarcati verso il continente dopo una prima lavorazione, oggi note come elementi di archeologia industriale. 
Nel 1956 per far fronte alla crescente disoccupazione e alla questione meridionale venne istituito un consorzio per la creazione di una zona industriale localizzata nell'area di Porto Torres. I motivi che portarono alla scelta del territorio di Porto Torres per la nascita di un così importante bacino industriale furono in primis legati al fatto che la suddetta città godesse già di un approdo costiero sicuro e parzialmente sviluppato, che essa  fosse molto vicina alla principale città della subregione (Sassari), al fatto che il continuo spirare dei venti in quella zone scongiurasse il rischio di inquinamento atmosferico, dalla grande disponibilità idrica dovuta al Riu Mannu ed infine per la vicinanza all'aeroporto di Alghero, essenziale per il rapido spostamento delle maestranze.

### L'arrivo di Rovelli

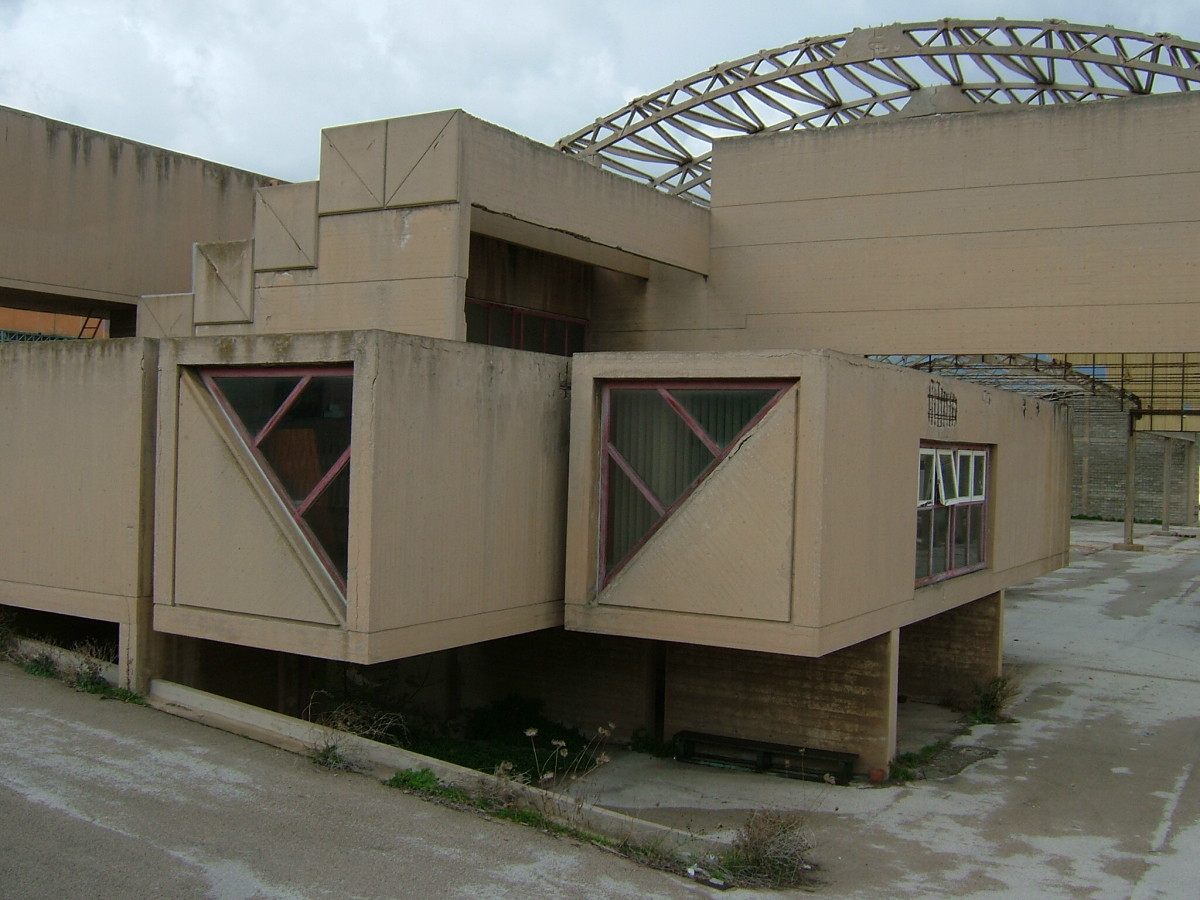
Un edificio industriale progettato da Aldo Luigi Rizzo

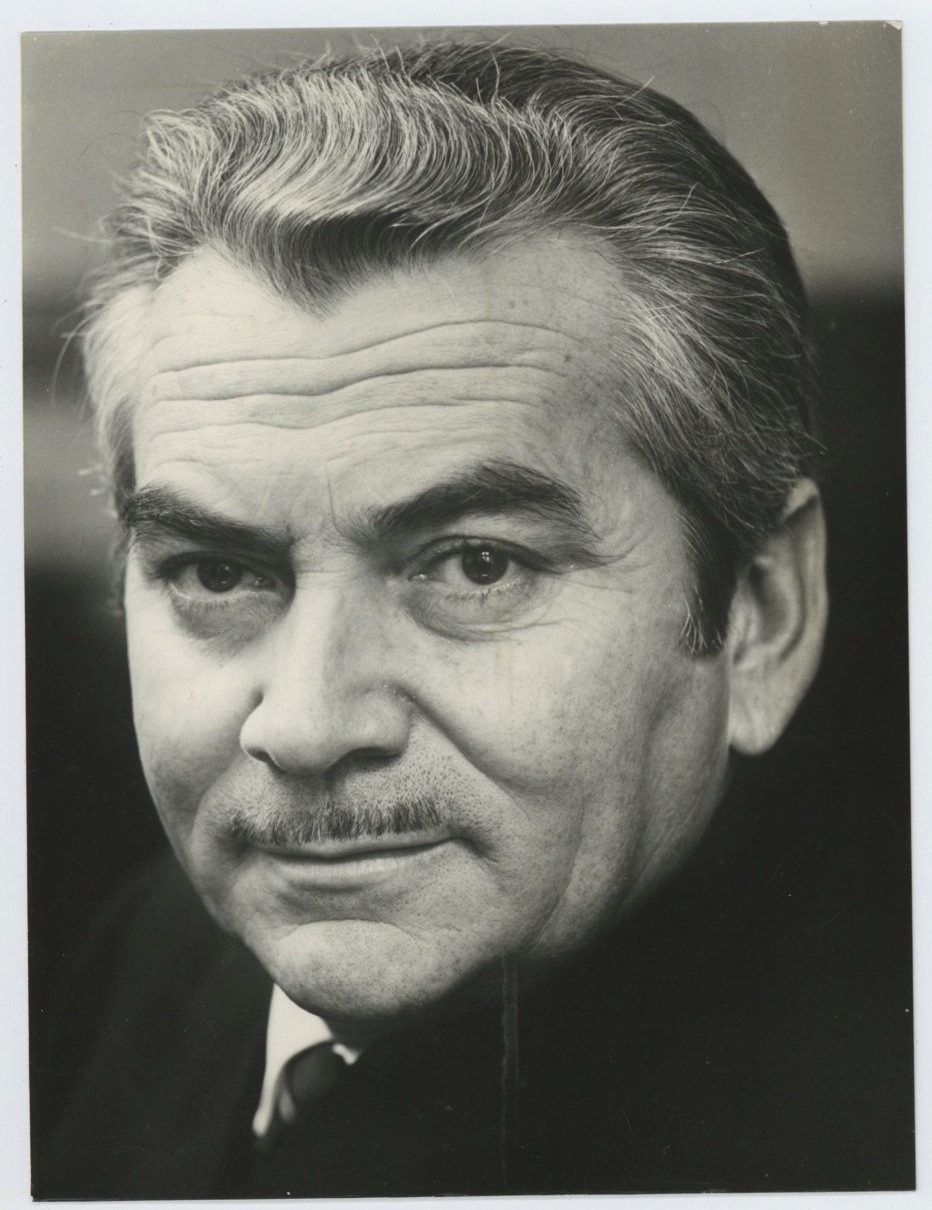
Angelo Nino Rovelli

Con la promulgazione della Legge 623/1959, l'imprenditore Angelo Rovelli ed il Credito Industriale Sardo, di cui era allora presidente Raffaele Garzia, stipularono accordi che condussero poi al primo finanziamento, accordato nel 1961, per gli investimenti a Porto Torres. Nel frattempo la Regione Sardegna elaborava i provvedimenti che presero consistenza con il Piano di Rinascita della Sardegna per l'industrializzazione dell'Isola e che comprendevano finanziamenti a fondo perduto cumulabili con quelli della Cassa per il Mezzogiorno, grazie ai quali Rovelli ricevette quindi altre cospicue tranche di finanziamento dal CIS ogni anno sino al 1970; parallelamente, Rovelli riceveva l'appoggio del ministro per lo sviluppo del Mezzogiorno Giulio Pastore e dei vertici dell'IMI - Istituto Mobiliare Italiano, fra i quali il sassarese Sergio Siglienti. Sono stati peraltro ricostruiti rapporti con altri importanti esponenti politici e bancari fra i quali Antonio Segni e Giovanni Leone, entrambi poi capi dello stato.
Rovelli operò complessivamente con circa 50 società, fra le quali la SIR - Società Italiana Resine (chiamata in Sardegna SIR - Sarda Industrie Resine), costituita nel 1959; i rapporti fra il gruppo Rovelli e l'IMI furono oggetto di casi giudiziari infine confluiti nella vicenda del cosiddetto Lodo Mondadori, passando attraverso lo scoop giornalistico non pubblicato di Mino Pecorelli ("Gli assegni del presidente") con cui si sarebbe insinuato il pagamento di tangenti a Giulio Andreotti, che in qualità di ministro dell'industria ebbe a inaugurare la raffineria di Porto Torres.
La nascita del polo petrolchimico fu accompagnata dalla freddezza dell'Eni, che contemporaneamente avviava investimenti in Sicilia, e la visita a Porto Torres di Enrico Mattei nell'ottobre 1962 (due settimane prima della morte) resta tramandata in viva aneddotica locale.
Ad ogni modo la SIR avviò nel 1962 l a produzione su larga scala del fenolo, nel 1964 di cumene e stirene, poi nel 1965 aggiunse quella dell'etilene (in steam cracking, per 45.000 tonnellate l'anno) e nel 1968 realizzò una raffineria di petrolio; promosse inoltre, aggiungendole nel corso del tempo, produzioni di altre resine e altri polimeri anche termoplastici comprendenti il polietilene, l'ABS, il PVC, il polistirene.
Nel 1979, due anni dopo i primi procedimenti penali a carico di Rovelli, i debiti stimati del gruppo assommavano a circa 1.740 miliardi di lire e per questo l'IMI costrinse l'imprenditore a cedere il controllo del gruppo a un consorzio costituito fra le banche creditrici.

### Dopo Rovelli
Dopo l'uscita di Rovelli, che nel frattempo fece causa all'IMI, gli impianti vennero poco dopo rilevati dall'Ente nazionale idrocarburi (Eni), allora presieduto da Giorgio Mazzanti; l'ente, che poi si scoprì contemporaneamente impegnato nella vicenda "Eni-Petromin", continuò l'attività attraverso le controllate Syndial e Polimeri Europa.
Nel decennio 90-00 l'economia turritana ritrovò un po' d'ossigeno e gli impianti si ripresero. Ci fu un secondo boom anche per il porto, ma con l'avvenire della crisi nel nuovo millennio, gli impianti petrolchimici chiusero lasciando in cassa integrazione diversi lavoratori.

## Attività
L'area, in cui operano 140 soggetti, rappresenta l'area di maggior rilievo fra quelle ricadenti nella giurisdizione del Consorzio industriale provinciale di Sassari e si estende per 2311 ettari, di cui 1280 in uso; di questi, la maggior parte è a servizio del polo petrolchimico, ma 408 ettari ospitano attività diverse.

### Energia
Confina a ovest con il territorio di Fiume Santo, in cui si trova una importante centrale elettrica, all'8º posto nazionale per emissioni di NOx e ossido di zolfo secondo i dati E-PRTR 2007. I relativi dirigenti sono sospettati di inquinamento ambientale doloso.
Nel 2011 era progettata l'ulteriore espansione dell'uso del carbone nella medesima centrale, mediante conversione di altri 2 gruppi a olio combustibile (dopo i 2 del 2003).
Nel 2011 è stato inaugurato un collegamento elettrico sottomarino a 500 kV in corrente continua della linea SAPEI, primo al mondo per profondità di posa e secondo per lunghezza; in precedenza il riferimento elettrico principale si situava a punta Tramontana, a Est, in territorio di Castelsardo, ove si trova l'elettrodo positivo del circuito SACOI (SArdegna-COrsica-Italia).
Nel 2012, fu avviato il processo per un parco eolico di 100 MW al largo del porto, poi ritirato.
Nel 2015 è stato inaugurato un gassificatore destinato a produrre azoto gassoso e aria compressa.
Nel 2019 l'Eni inaugura un nuovo impianto fotovoltaico da 31 MW.

### Bonifica

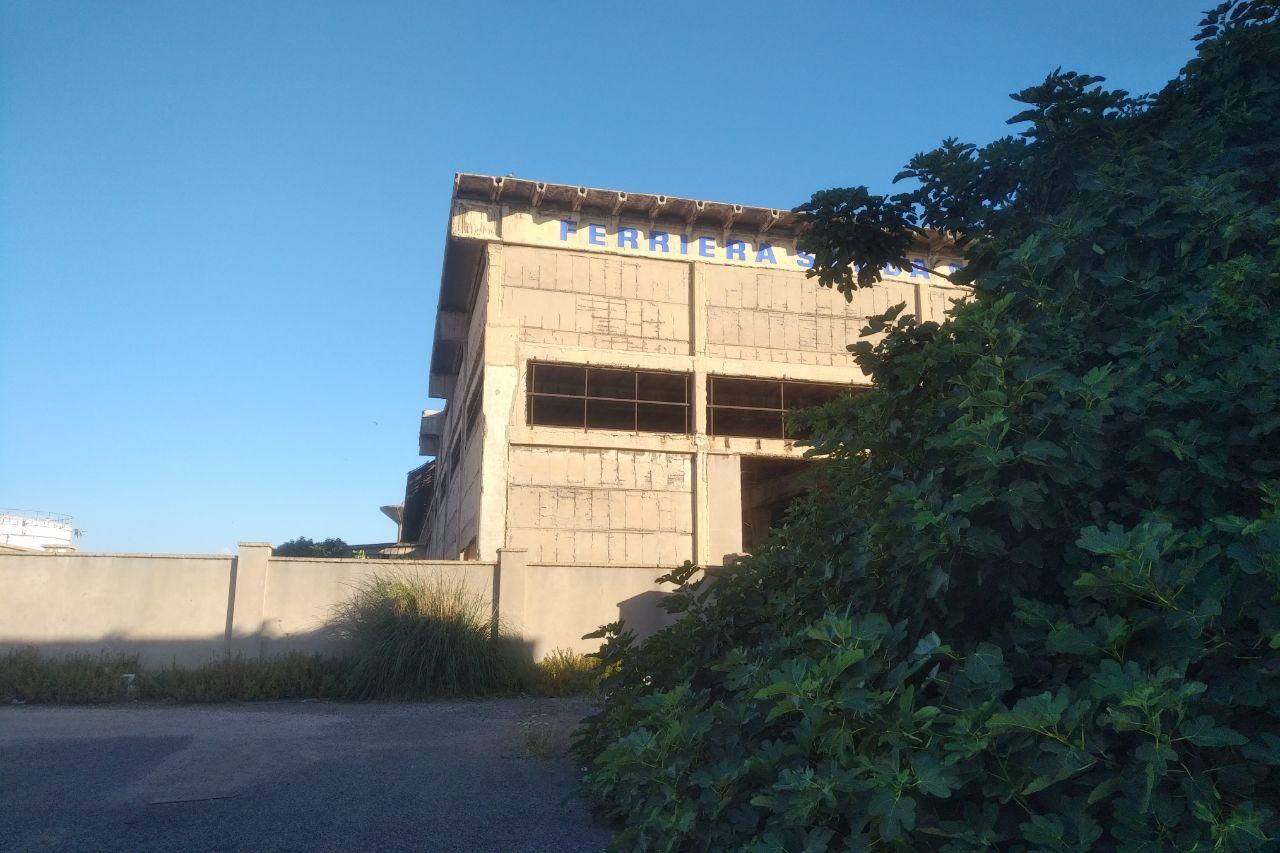
Una delle storiche industrie della zona industriale

Sotto il profilo della igiene pubblica e dell'ambiente, Porto Torres è uno dei 39 siti di interesse nazionale. Vi si riscontrano malformazioni congenite e incrementi di mortalità per le emissioni degli impianti; la mortalità per forme tumorali dell'apparato respiratorio nel periodo 2003-2010, per la zona aggregata Sassari-Porto Torres, era più elevata del 49% rispetto alla media dell'intera regione.
Nel dettaglio, la zona è stata inserita nei siti di interesse nazionale nel 2002
e poi determinata in un'area di 4600 ettari, di cui 1874 su terraferma e 2741 a mare, con decisione del 2005.
Il "piano di caratterizzazione" approvato riguardava 1651 ettari a terra nel 2013, 1530 nel 2014 (di cui un decimo con progetto di bonifica approvato).
Sono stati approvati dei progetti di bonifica del suolo per alcune delle aree della zona industriale, afflitte da gravi problemi di inquinamento ambientale (3 a marzo 2013); in particolare nel 2014 è stato presentato il "Progetto Nuraghe", affidato per appalto alla ditta Astaldi, per un lotto di circa 100 ettari.

### Chimica verde
Le industrie chimiche originali del polo hanno attraversato seri problemi occupazionali, che hanno dato luogo a proteste talora clamorose, come per esempio nel caso della Vinyls nel 2010.
Nel 2011 è stata quindi decisa una riconversione alla "chimica verde" dalle parti pubbliche e private.
È stato inaugurato nel 2014 un impianto sulla chimica verde da parte di Matrica, una divisione aziendale della Novamont e dell'Eni, volto a utilizzare fonti rinnovabili vegetali dell'agricoltura locale.
La bioraffineria è stata inizialmente progettata per produrre, da piantagioni locali di cardo, derivati come plastiche biodegradabili e oli lubrificanti, con 120 lavoratori dei precedenti stabilimenti e un investimento iniziale di 180 milioni di euro nel 2014 poi (2015) saliti a 300 e integrati da 17 milioni di euro di fondi di ricerca da parte dell'Unione europea; tuttavia da parte sindacale sono stati evidenziati ritardi che porrebbero a rischio l'attuazione dei relativi piani. L'ipotesi iniziale (2012) prevedeva un investimento di 700 milioni.

## Trasporti

### Il porto
Dispone di un porto industriale dedicato, originariamente distinto dal porto commerciale. Il porto industriale, nato pressoché appositamente per le esigenze del polo petrolchimico, ha nel tempo visto variare il suo utilizzo (divenendo anche un terminal carbonifero) ed ha richiesto due varianti all'originario piano regolatore per il suo completamento, iniziato nel 1974. L'area portuale copre una superficie di 104 ettari e rappresenta la più importante piattaforma logistica a servizio dell'industria per la parte centro-settentrionale dell'Isola.

### Ferrovie
La zona industriale è servita da linee ferroviarie di rilievo regionale, con capolinea presso la stazione di Porto Torres Marittima.

## Area archeologica
All'interno della zona industriale nel 1994 durante i lavori di posizionamento di una rete idrica nella centrale termoelettrica di Fiume Santo, furono rinvenuti dei resti fossili attribuiti dai ricercatori dell'Università di Sassari e da quella di Liegi a vertebrati terrestri risalenti al Miocene.
Dagli scavi di quello che si rivelò un ricco giacimento paleontologico vennero alla luce resti di rettili e mammiferi fossili quali coccodrilli, antilopi, buoi e tra essi quelli del primate antropomorfo Oreopithecus bambolii. Secondo gli studiosi il ritrovamento di questo ominoide (ossia di un essere precedente gli ominidi) datato a 8,5 milioni di anni fa, costituisce una importante scoperta perché fino ad allora il mondo scientifico non era a conoscenza dell'esistenza di primati così evoluti riferibili al Miocene superiore.
Nel 2006 gli scavi del sito sono ripresi e secondo lo studioso Luciano Trebini, direttore del settore paleontologico della Soprintendenza di Sassari, la ricchezza del giacimento fossilifero potrebbe offrire l'opportunità di realizzare nel territorio un museo di Scienze naturali che raccolga reperti e oggetti relativi a campi quali la botanica, la zoologia, la mineralogia e con un'area riservata all'esposizione dei fossili rinvenuti in loco.
Nel maggio 2014, in località Nuragaddu ricadente interamente nella zona industriale, la società Syndial del gruppo Eni ha scorporato dalle aree di sua pertinenza una superficie di circa 8,5 ettari all'interno della quale si trovano due complesse strutture megalitiche risalenti al periodo nuragico, oltre ai resti di un monastero gesuita del XVIII secolo. L'ampia area, considerata di importante interesse archeologico non è ancora stata scavata e valorizzata, ed è raggiungibile tramite un accesso dedicato posto sulla strada provinciale in direzione di Stintino.
Come tutti i nuraghi della Sardegna, anche le strutture in conci di trachite rossa del Nuraghe Nieddu (Porto Torres) e del Nuraghe Ferrari, sono considerate Patrimonio dell'umanità protette dall'UNESCO. Secondo la responsabile locale della Soprintendenza ai Beni archeologici Gabriella Gasperetti, le torri nuragiche erano parte del sistema di difesa e controllo del fertile territorio nurritano durante l'età del Bronzo, mentre secondo la studiosa Lavinia Foddai, l'importanza data dagli archeologi al nuraghe Nieddu è legata alle particolari soluzioni architettoniche che lo caratterizzano quali il vano sul corridoio d'ingresso e il ripostiglio a silos presente nello spessore murario.;